# Clonia vittata
Clonia vittata är en insektsart som först beskrevs av Carl Peter Thunberg 1789.  Clonia vittata ingår i släktet Clonia och familjen vårtbitare. Inga underarter finns listade i Catalogue of Life.